# Danny Barker
Pour les articles homonymes, voir Barker.

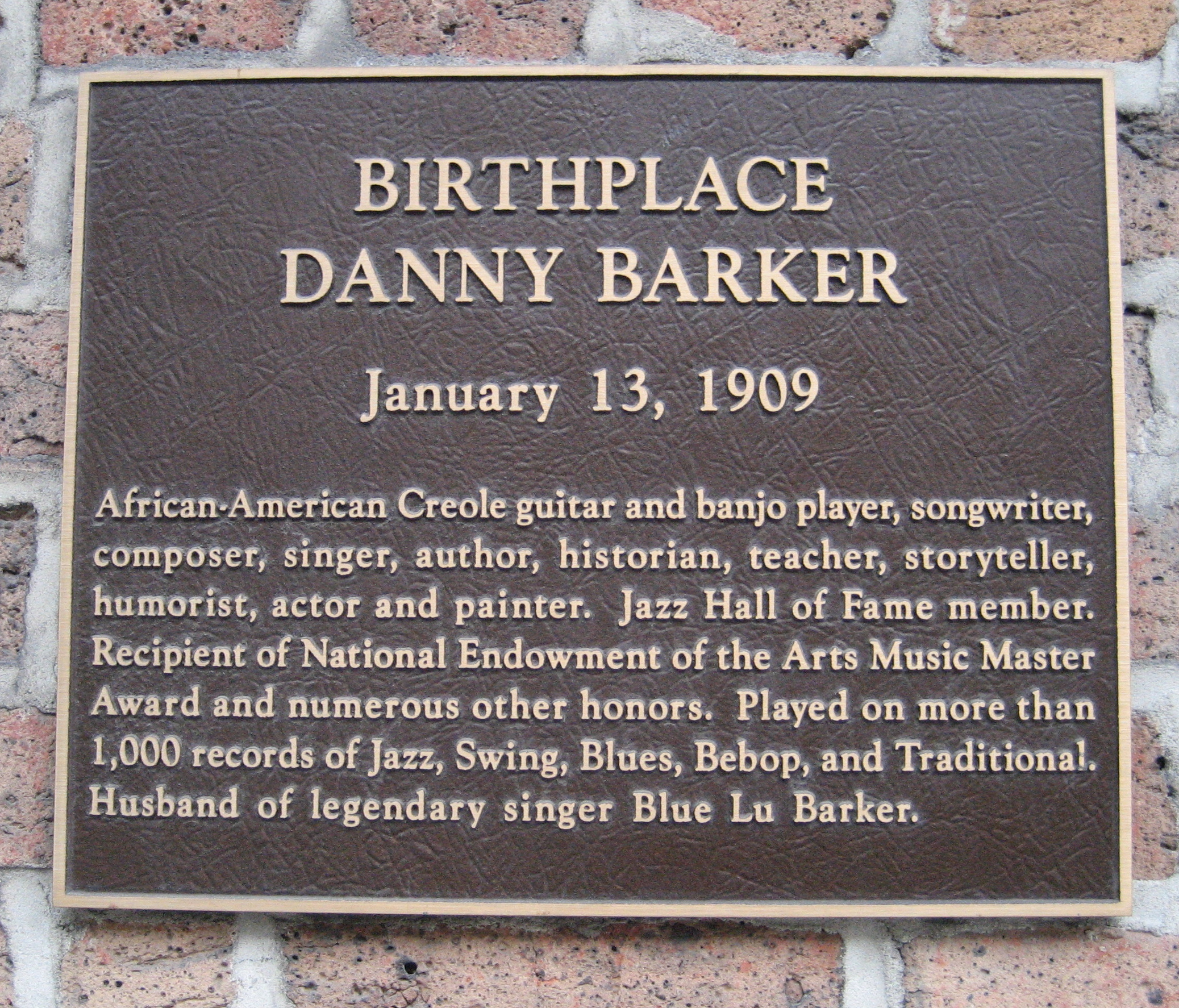
Plaque commémorative de la naissance de Danny Barker.

Daniel « Danny » Barker, né le 13 janvier 1909 à La Nouvelle-Orléans et mort dans cette même ville le 13 mars 1994, était un banjoïste et un guitariste américain de jazz.

## Discographie sélective
| Année | Album                                                               | Leader                     | Label               |
| ----- | ------------------------------------------------------------------- | -------------------------- | ------------------- |
| 1945  | Charlie Parker: Every Bit Of It 1945                                | Sir Charles Thompson       | Spotlite Records    |
| 1947  | Creole Reeds                                                        | Sidney Bechet              | Riverside Records   |
| 1955  | Paul Barbarin And His New Orleans Jazz                              | Paul Barbarin              | Atlantic Records    |
| 1957  | Broadcast Performances, Vol. 3: Radio And TV Broadcasts (1956–1958) | Billie Holiday             | ESP-Disk            |
| 1958  | Mainstream                                                          | Vic Dickenson              | Atlantic Records    |
| 1958  | LaVern Baker Sings Bessie Smith                                     | Phil Moore (en) Orchestra  | Atlantic Records    |
| 1959  | A Girl And Her Guitar                                               | Mary Osborne Quintet       | fr=Apollo Records   |
| 1960  | Ham And Eggs / Liza Little Liza Jane                                | Leroy Parkins              | Bethlehem Records   |
| 1961  | Things Ain't What They Used To Be                                   | "The Swingville All Stars" | Swingsville Records |